# Terpandro
Terpandro (em grego, Τέρπανδρος - Térpandros, na transliteração) foi um músico e poeta lírico coral grego que viveu no século VII a.C. Vindo de Lesbos, fundou uma escola de música em Esparta, tendo vencido um festival em honra a Apolo em 676 a.C. Os poucos fragmentos de sua obra que chegaram até nós são de autenticidade duvidosa, apenas algumas citações de Estrabão mencionam sua obra musical.